# 丘遲
丘遲（464年—508年），字希範，吴兴乌程（今属浙江省湖州市）人，中国南朝文學家。父丘靈鞠，南齐太中大夫，駢文名家。

## 生平
丘遲八岁能文，初仕南齊，官至殿中郎、车骑录事参军。後投入萧衍幕中，为其所重，其后萧衍代齐为帝建立南梁的一应劝进文书均为丘遲所作。天监四年（505年）随萧宏北伐，为其记室（機要秘書），以一封《與陳伯之書》成功招降投奔北魏的原南齐将领陈伯之来降。后丘遲历任永嘉太守、拜中書郎，再升任司徒從事中郎。天監七年，以四十五歲卒於官。
丘遲詩文辭采逸麗，亦擅詩，鍾嶸評：“范詩（范雲）清便宛轉，如流風迴雪。丘詩點綴映媚，似落花依草。故當淺於江淹，而秀於任昉。”惜傳世者不多。其代表作即为《與陳伯之書》，情理兼备，是當時駢文中的優秀之作。明朝张溥辑有《丘司空集》。

## 延伸阅读
[在维基数据编辑]
 在维基文库阅读此作者作品
 《梁書/卷49》，出自姚思廉《梁書》